# Calymmaria rothi
Calymmaria rothi är en spindelart som beskrevs av Ernst Heiss och Draney 2004. Calymmaria rothi ingår i släktet Calymmaria och familjen panflöjtsspindlar. Inga underarter finns listade.